# Giovanni Battista Belzoni
Giovanni Battista Belzoni (15. november 1778 – 3. december 1823) var en italiensk opdagelsesrejsende i egyptiske antikviteter.
Blandt mange store opdagelser, bragte han det store granithoved af Ramses II til British Museum og fandt og startede udgravningen af templet i Abu Simbel i 1817. Belzoni fandt også fararoen Seti 1.s gravkammer, som er den længste og dybeste i kongernes dal. Setis sarkofag befinder sig i dag på Sir John Soane's Museum i London.